# Railan
Railan Reis Ferreira (Salvador, 10 marzo 2000) è un calciatore brasiliano, difensore del Cuiabá.

## Caratteristiche tecniche
È un terzino sinistro.

## Carriera
Railan è cresciuto nel settore giovanile della Jacuipense, con cui ha debuttato il 7 marzo 2018 nell'incontro del Campionato Baiano perso 1-0 contro il Bahia de Feira. Nell'agosto seguente è passato in prestito al Bahia, dove ha giocato con le formazioni Under-19 e Under-20 fino al 2020. Rientrato alla Jacuipense, è stato promosso in prima squadra ed il 29 settembre ha segnato il suo primo gol in carriera nel pareggio per 3-3 contro il Santa Cruz in Série C.
Il 1º agosto 2022 è passato in prestito al Vila Nova in Série B fino a dicembre. Nel gennaio 2023 è passato con la stessa formula al Vitória, club con cui ha vinto il campionato di Série B.
Il 13 gennaio 2024 è passato a titolo definitivo al Cuiabá.

## Statistiche

### Presenze e reti nei club
Statistiche aggiornate al 20 giugno 2024.
| Stagione        | Squadra         | Campionato      | Campionato | Campionato | Coppe nazionali | Coppe nazionali | Coppe nazionali | Coppe continentali | Coppe continentali | Coppe continentali | Altre coppe | Altre coppe | Altre coppe | Totale | Totale | Totale |
| Stagione        | Squadra         | Comp            | Pres       | Reti       | Comp            | Pres            | Reti            | Comp               | Pres               | Reti               | Comp        | Pres        | Reti        | Pres   | Reti   |        |
| --------------- | --------------- | --------------- | ---------- | ---------- | --------------- | --------------- | --------------- | ------------------ | ------------------ | ------------------ | ----------- | ----------- | ----------- | ------ | ------ | ------ |
| 2018            | Jacuipense      | PD/BA+D         | 1+0        | 0          | CB              | 0               | 0               |                    | -                  | -                  |             | -           | -           | 1      | 0      |        |
| 2020            | Jacuipense      | PD/BA+C         | 0+12       | 1          | CB              | 0               | 0               |                    | -                  | -                  |             | -           | -           | 12     | 1      |        |
| 2021            | Jacuipense      | PD/BA+C         | 7+9        | 0          | CB              | 0               | 0               |                    | -                  | -                  | CdN         | 2           | 0           | 18     | 0      |        |
| 2022            | Jacuipense      | PD/BA+D         | 16+12      | 0          | CB              | 0               | 0               |                    | -                  | -                  |             | -           | -           | 28     | 0      |        |
| 2022            | Vila Nova       | PD/GO+B         | 0+14       | 0          | CB              | 0               | 0               |                    | -                  | -                  | CV          | 3           | 0           | 17     | 0      |        |
| 2023            | Vitória         | PD/BA+B         | 8+24       | 0          | CB              | 1               | 0               |                    | -                  | -                  | CdN         | 7           | 0           | 40     | 0      |        |
| 2024            | Cuiabá          | PD/MT+A         | 7+5        | 0          | CB              | 1               | 0               | CS                 | 3                  | 0                  | CV          | 4           | 1           | 20     | 1      |        |
| Totale carriera | Totale carriera | Totale carriera | 115        | 1          |                 | 2               | 0               |                    | 3                  | 0                  |             | 16          | 1           | 136    | 2      |        |

## Palmarès

### Club

#### Competizioni statali
- Campionato Baiano: 1

Bahia: 2019
- Campionato Matogrossense: 1

Cuiabá: 2024

### Competizioni nazionali
- Campeonato Brasileiro Série B: 1

Vitória: 2023